# نوش کن جام شراب یک منی
غزلی با مطلع «نوش کن جام شراب یک منی»، غزل شمارهٔ ۴۷۸ از دیوانِ حافظ در تصحیحِ محمد قزوینی و قاسم غنی است.

## در دیگر آثار هنری
بر روی جام برنجی‌ای که در مجموعهٔ خصوصی‌ای در تهران نگهداری می‌شود، بیت‌هایی از این غزل نقش بسته‌است.